# 西南镇 (陆丰市)
西南镇是中华人民共和国广东省汕尾市陆丰市下辖的一个乡镇级行政单位。，地处陆丰市西北部。东邻大安镇，西接海丰县平东镇，南连河西街道、潭西镇、星都经济开发试验区，北靠陆河县新田镇。邮政编码：516557。

## 行政区划
西南镇下辖以下地区：
西南社区、西南村、石艮村、青塘村、安溪村、溪云村、陂屯村、屯埔村、黄塘村、溪口村、深坑村和安安村。